# Meillant
Meillant település Franciaországban, Cher megyében. Lakosainak száma 648 fő (2022. január 1.). Meillant Arpheuilles, La Celle, Contres, Parnay, Saint-Amand-Montrond és Uzay-le-Venon községekkel határos.

## Népesség
A település népességének változása:
| Lakosok száma | 772  | 685  | 749  | 785  | 660  | 677  | 686  | 686  | 673  | 648  |
|               | 1968 | 1982 | 1990 | 2006 | 2013 | 2015 | 2017 | 2019 | 2020 | 2022 |